# Llista de topònims de Mura
Llista de topònims (noms propis de lloc) del municipi de Mura, al Bages
Informació actualitzada per un bot. Els canvis manuals es perdran quan s'actualitzi!

## cabana
| imatge | Nom                  | Ubicat a | instància de | Detalls | coordenades                                                         | Protecció | Commons (més fotos) | Dades a WD                    |
| ------ | -------------------- | -------- | ------------ | ------- | ------------------------------------------------------------------- | --------- | ------------------- | ----------------------------- |
|        | cobert del Mas       | Mura     | cabana       |         | 41° 42′ 50″ N, 1° 58′ 55″ E / 41.7138797999146°N,1.98205380713469°E |           |                     | Modifica les dades a Wikidata |
|        | corrals de la Cabeca | Mura     | cabana       |         | 41° 41′ 43″ N, 1° 57′ 38″ E / 41.695240148144°N,1.96045222310882°E  |           |                     | Modifica les dades a Wikidata |

## collada
| imatge | Nom                  | Ubicat a                  | instància de | Detalls         | coordenades                                                                       | Protecció | Commons (més fotos)  | Dades a WD                    |
| ------ | -------------------- | ------------------------- | ------------ | --------------- | --------------------------------------------------------------------------------- | --------- | -------------------- | ----------------------------- |
|        | Coll Blanc (Granera) | Granera Mura              | collada      | Hi passa: B-124 | 41° 43′ 24″ N, 2° 00′ 56″ E / 41.7233°N,2.0155°E 624 msnm                         |           | Coll Blanc (Granera) | Modifica les dades a Wikidata |
|        | Coll d'Eres          | Mura Sant Llorenç Savall  | collada      |                 | 41° 40′ 14″ N, 2° 00′ 27″ E / 41.670556°N,2.0075°E 942.5 msnm                     |           | Coll d'Eres          | Modifica les dades a Wikidata |
|        | Coll d'Estenalles    | Mura                      | collada      |                 | 41° 40′ 14″ N, 1° 59′ 42″ E / 41.67046944444444°N,1.9949305555555552°E 873.2 msnm |           | Coll d'Estenalles    | Modifica les dades a Wikidata |
|        | Coll de Lligabosses  | Monistrol de Calders Mura | collada      |                 | 41° 43′ 44″ N, 2° 00′ 33″ E / 41.729°N,2.00907°E 629 msnm                         |           | Coll de Lligabosses  | Modifica les dades a Wikidata |
|        | coll d'Eres          | Mura Sant Llorenç Savall  | collada      |                 | 41° 40′ 14″ N, 2° 00′ 27″ E / 41.670555555556°N,2.0075°E                          |           |                      | Modifica les dades a Wikidata |

## cova
| imatge | Nom                               | Ubicat a | instància de              | Detalls    | coordenades                                                                              | Protecció | Commons (més fotos)               | Dades a WD                    |
| ------ | --------------------------------- | -------- | ------------------------- | ---------- | ---------------------------------------------------------------------------------------- | --------- | --------------------------------- | ----------------------------- |
|        | Balma de Puig-andreu              | Mura     | cova                      |            | 41° 40′ 48″ N, 1° 57′ 49″ E / 41.680032°N,1.963487°E                                     |           | Balma de Puig-andreu              | Modifica les dades a Wikidata |
|        | Balma de l'Espluga                | Mura     | cova jaciment arqueològic |            | 41° 39′ 16″ N, 1° 57′ 08″ E / 41.654333°N,1.952274°E                                     |           | Balma de l'Espluga (Mura)         | Modifica les dades a Wikidata |
|        | Balma de la Calç                  | Mura     | cova                      |            | 41° 40′ 30″ N, 1° 56′ 37″ E / 41.67497222222222°N,1.9434722222222225°E                   |           | Balma de la Calç                  | Modifica les dades a Wikidata |
|        | Balma del Quarto de Reixa         | Mura     | cova                      |            | 41° 39′ 10″ N, 1° 57′ 47″ E / 41.65266666666667°N,1.9630833333333333°E ca:Zona L'Espluga |           |                                   | Modifica les dades a Wikidata |
|        | Bauma dels Debanadors             | Mura     | cova                      |            | 41° 40′ 07″ N, 1° 58′ 16″ E / 41.668527777777776°N,1.97125°E                             |           |                                   | Modifica les dades a Wikidata |
|        | cova Estrella                     | Mura     | cova                      | Llarg: 18m | 41° 39′ 40″ N, 1° 58′ 58″ E / 41.66111111111111°N,1.9827777777777775°E 866 msnm          |           |                                   | Modifica les dades a Wikidata |
|        | cova del Muronell                 | Mura     | cova                      | Llarg: 10m | 41° 40′ 23″ N, 1° 59′ 11″ E / 41.67316666666667°N,1.9865°E                               |           |                                   | Modifica les dades a Wikidata |
|        | cova del Racó Gran de Mata-rodona | Mura     | cova                      | Llarg: 10m | 41° 39′ 27″ N, 1° 57′ 55″ E / 41.6575°N,1.9653888888888889°E 755 msnm                    |           |                                   | Modifica les dades a Wikidata |
|        | coves de Mura                     | Mura     | cova                      |            | 41° 41′ 18″ N, 1° 58′ 21″ E / 41.688395708143°N,1.97256646044912°E                       |           |                                   | Modifica les dades a Wikidata |
|        | l'Hospital de Sang de Mata-rodona | Mura     | cova                      |            | 41° 39′ 33″ N, 1° 57′ 38″ E / 41.6593°N,1.960554°E                                       |           | L'Hospital de Sang de Mata-rodona | Modifica les dades a Wikidata |
|        | la Cort Fosca                     | Mura     | cova                      |            | 41° 39′ 33″ N, 1° 57′ 39″ E / 41.659141°N,1.96085°E ca:Zona de la Pola                   |           | La Cort Fosca                     | Modifica les dades a Wikidata |

## curs d'aigua
| imatge | Nom                     | Ubicat a                                      | instància de | Detalls                                           | coordenades                                                                                               | Protecció | Commons (més fotos)     | Dades a WD                    |
| ------ | ----------------------- | --------------------------------------------- | ------------ | ------------------------------------------------- | --- | --------- | ----------------------- | ----------------------------- |
|        | riera de Mata-rodona    | Mura Sant Vicenç de Castellet Rellinars       | curs d'aigua | Desemboca: riera de la Santa Creu                 | 41° 40′ 46″ N, 1° 54′ 49″ E / 41.679473°N,1.913601°E                                                      |           |                         | Modifica les dades a Wikidata |
|        | riera de Mura           | Mura el Pont de Vilomara i Rocafort Talamanca | curs d'aigua | Desemboca: Llobregat                              | 41° 43′ 23″ N, 1° 52′ 39″ E / 41.723069°N,1.877364°E 41° 41′ 47″ N, 1° 59′ 00″ E / 41.696439°N,1.983407°E |           | Riera de Nespres (Mura) | Modifica les dades a Wikidata |
|        | riera de les Arenes     | Mura Matadepera Terrassa                      | curs d'aigua | Desemboca: riera de Rubí Llarg: 15km Conca: 30km² | 41° 40′ 10″ N, 1° 59′ 41″ E / 41.669537°N,1.994856°E 41° 31′ 56″ N, 2° 01′ 59″ E / 41.532322°N,2.033166°E |           | Riera de les Arenes     | Modifica les dades a Wikidata |
|        | torrent de la Cansalada | Mura Rellinars                                | curs d'aigua | Desemboca: riera de Mata-rodona                   | 41° 39′ 09″ N, 1° 58′ 00″ E / 41.652584°N,1.966789°E 41° 39′ 41″ N, 1° 56′ 13″ E / 41.661319°N,1.936889°E |           |                         | Modifica les dades a Wikidata |

## església
| imatge | Nom                                  | Ubicat a | instància de     | Detalls                                                        | coordenades                                                                                              | Protecció                                  | Commons (més fotos)            | Dades a WD                    |
| ------ | ------------------------------------ | -------- | ---------------- | -------------------------------------------------------------- | --- | ------------------------------------------ | ------------------------------ | ----------------------------- |
|        | Sant Antoni de Pàdua                 | Mura     | església         | Estil: arquitectura popular                                    | 41° 41′ 58″ N, 1° 58′ 53″ E / 41.699425°N,1.981302°E                                                     | bé integrant del patrimoni cultural català | Sant Antoni de Pàdua de Mura   | Modifica les dades a Wikidata |
|        | Sant Jaume de la Mata                | Mura     | església         | Estil: arquitectura popular                                    | 41° 39′ 59″ N, 1° 59′ 20″ E / 41.666356°N,1.988982°E                                                     | bé integrant del patrimoni cultural català | Sant Jaume de la Mata          | Modifica les dades a Wikidata |
|        | Sant Martí de Mura                   | Mura     | església         | Estil: arquitectura romànica Anomenat per: Sant Martí de Tours | 41° 41′ 56″ N, 1° 58′ 33″ E / 41.69891667°N,1.97588333°E ca:Nucli urbà                                   | bé cultural d'interès local                | Església de Sant Martí de Mura | Modifica les dades a Wikidata |
|        | Santa Creu de Palou                  | Mura     | església         | Estil: arquitectura romànica Estat: ruïnós                     | 41° 41′ 01″ N, 1° 55′ 29″ E / 41.6834895°N,1.9247406°E ca:Zona Santa Creu de Palou 400 msnm              | bé cultural d'interès local                | Santa Creu de Palou            | Modifica les dades a Wikidata |
|        | Santa Margarida del Puig de la Balma | Mura     | església capella |                                                                | 41° 41′ 38″ N, 1° 57′ 44″ E / 41.6938949549882°N,1.9620961899065°E ca:Masia el Puig de la Balma 545 msnm |                                            |                                | Modifica les dades a Wikidata |
|        | capella de Sant Lleïr                | Mura     | església         | Estil: arquitectura popular                                    | 41° 41′ 49″ N, 1° 59′ 32″ E / 41.696935°N,1.992097°E ca:Zona Sant Lleïr, castell de Mura                 | bé integrant del patrimoni cultural català | Capella de Sant Lleïr          | Modifica les dades a Wikidata |
|        | la Concepció                         | Mura     | església capella |                                                                | 41° 39′ 58″ N, 1° 56′ 08″ E / 41.66604°N,1.935666°E 539 msnm                                             |                                            |                                | Modifica les dades a Wikidata |

## font
| imatge | Nom                   | Ubicat a | instància de | Detalls | coordenades                                                                     | Protecció | Commons (més fotos)    | Dades a WD                    |
| ------ | --------------------- | -------- | ------------ | ------- | ------------------------------------------------------------------------------- | --------- | ---------------------- | ----------------------------- |
|        | Font Freda de la Mata | Mura     | font         |         | 41° 39′ 54″ N, 1° 58′ 59″ E / 41.66488888888889°N,1.983111111111111°E 838 msnm  |           |                        | Modifica les dades a Wikidata |
|        | font de l'Estel       | Mura     | font         |         | 41° 40′ 53″ N, 1° 58′ 26″ E / 41.681444444444445°N,1.973833333333333°E 709 msnm |           |                        | Modifica les dades a Wikidata |
|        | font de la Pola       | Mura     | font cova    |         | 41° 39′ 15″ N, 1° 57′ 54″ E / 41.65425°N,1.9650277777777776°E 848 msnm          |           | Font de la Pola (Mura) | Modifica les dades a Wikidata |
|        | font dels Confits     | Mura     | font cova    |         | 41° 40′ 31″ N, 1° 58′ 49″ E / 41.67527777777778°N,1.9802777777777776°E 724 msnm |           | Font dels Confits      | Modifica les dades a Wikidata |

## masia
| imatge | Nom                   | Ubicat a | instància de                   | Detalls                                                | coordenades | Protecció                                  | Commons (més fotos) | Dades a WD                    |
| ------ | --------------------- | -------- | ------------------------------ | ------------------------------------------------------ | --- | ------------------------------------------ | ------------------- | ----------------------------- |
|        | Cal Biel              | Mura     | masia                          | 1860                                                   | 41° 42′ 06″ N, 1° 57′ 44″ E / 41.7015885040096°N,1.96227293434401°E ca:Raval de baix                                 |                                            |                     | Modifica les dades a Wikidata |
|        | Cal Bonet             | Mura     | masia                          |                                                        | 41° 42′ 05″ N, 1° 58′ 26″ E / 41.7014128204934°N,1.9738014768316°E                                                   |                                            |                     | Modifica les dades a Wikidata |
|        | Cal Miqueló           | Mura     | masia                          |                                                        | 41° 42′ 01″ N, 1° 57′ 58″ E / 41.7001817184252°N,1.96608130049302°E ca:Riera de Nespres- Raval de Mura 425 msnm      |                                            | Cal Miqueló (Mura)  | Modifica les dades a Wikidata |
|        | Cases Velles del Puig | Mura     | masia                          |                                                        | 41° 41′ 02″ N, 1° 57′ 08″ E / 41.6838973598143°N,1.95218814150078°E                                                  |                                            |                     | Modifica les dades a Wikidata |
|        | Coma d'en Vila        | Mura     | masia                          | Estil: arquitectura popular                            | 41° 40′ 00″ N, 1° 58′ 21″ E / 41.666719°N,1.972626°E ca:Camí forestal de la Mata a Mata-rodona 913 msnm              | bé cultural d'interès local                | Coma d'en Vila      | Modifica les dades a Wikidata |
|        | Mas de la Roca        | Mura     | masia                          | 16th century                                           | 41° 42′ 13″ N, 1° 58′ 27″ E / 41.7035769756124°N,1.97407955472781°E ca:Zona El Perich                                |                                            |                     | Modifica les dades a Wikidata |
|        | Masia de Mata-rodona  | Mura     | masia                          | Estil: arquitectura popular                            | 41° 39′ 51″ N, 1° 56′ 15″ E / 41.664107°N,1.937427°E                                                                 | bé cultural d'interès local                |                     | Modifica les dades a Wikidata |
|        | Masia de Sant Lleïr   | Mura     | masia                          | Estil: arquitectura popular                            | 41° 41′ 49″ N, 1° 59′ 29″ E / 41.696812°N,1.991486°E                                                                 | bé integrant del patrimoni cultural català | Masia de Sant Lleïr | Modifica les dades a Wikidata |
|        | Mata-rodona           | Mura     | masia                          |                                                        | 41° 39′ 50″ N, 1° 56′ 18″ E / 41.663844453993°N,1.9382626426907°E                                                    |                                            |                     | Modifica les dades a Wikidata |
|        | Puigdoure             | Mura     | masia                          | Estil: arquitectura popular 14th century Estat: ruïnós | 41° 40′ 17″ N, 1° 56′ 34″ E / 41.671459°N,1.942718°E ca:Turó de Puigdoure, accedint pel camí des del Farell 680 msnm | bé cultural d'interès local                | Puigdoure           | Modifica les dades a Wikidata |
|        | el Farell             | Mura     | masia                          | 14th century                                           | 41° 40′ 49″ N, 1° 55′ 07″ E / 41.6803350672619°N,1.91864127774817°E ca:Zona Santa Creu de Palou 461 msnm             |                                            | El Farell (Mura)    | Modifica les dades a Wikidata |
|        | el Peric              | Mura     | masia                          | Estil: arquitectura popular 14th century               | 41° 42′ 12″ N, 1° 58′ 25″ E / 41.70322°N,1.973528°E ca:Zona del Peric 470 msnm                                       | bé cultural d'interès local                | El Peric (Mura)     | Modifica les dades a Wikidata |
|        | el Puig de la Balma   | Mura     | masia hàbitat troglodític cova |                                                        | 41° 41′ 38″ N, 1° 57′ 44″ E / 41.693788°N,1.96232°E 541.2 msnm                                                       | bé cultural d'interès local                | El Puig de la Balma | Modifica les dades a Wikidata |
|        | el Putxet             | Mura     | masia                          |                                                        | 41° 40′ 57″ N, 1° 55′ 54″ E / 41.6824036331813°N,1.93179902053277°E                                                  |                                            |                     | Modifica les dades a Wikidata |
|        | el Soler              | Mura     | masia                          | Estil: arquitectura popular                            | 41° 42′ 10″ N, 2° 00′ 45″ E / 41.7027°N,2.01259°E ca:Serra de les Garses 616.7 msnm                                  | bé cultural d'interès local                |                     | Modifica les dades a Wikidata |
|        | la Mata               | Mura     | masia                          | Estil: arquitectura popular 18th century               | 41° 39′ 57″ N, 1° 59′ 23″ E / 41.665868°N,1.989831°E ca:Zona Coll d'Estenalles                                       | bé integrant del patrimoni cultural català | Mas la Mata         | Modifica les dades a Wikidata |
|        | la Vall               | Mura     | masia                          | Estil: arquitectura popular                            | 41° 41′ 32″ N, 2° 00′ 02″ E / 41.6923°N,2.00067°E ca:Serra de Sant Lleïr 635.2 msnm                                  | bé cultural d'interès local                | La Vall (Mura)      | Modifica les dades a Wikidata |
|        | la Vila               | Mura     | masia                          | Estil: arquitectura popular 19th century               | 41° 41′ 46″ N, 1° 57′ 54″ E / 41.696157°N,1.965042°E ca:Camí del Puig de la Balma 520 msnm                           | bé cultural d'interès local                | La Vila (Mura)      | Modifica les dades a Wikidata |
|        | les Elies             | Mura     | masia                          |                                                        | 41° 42′ 50″ N, 2° 00′ 58″ E / 41.7138°N,2.01606°E 612.1 msnm                                                         |                                            |                     | Modifica les dades a Wikidata |
|        | les Refardes          | Mura     | masia                          | Estil: arquitectura popular                            | 41° 42′ 57″ N, 2° 00′ 15″ E / 41.7159°N,2.00426°E ca:Zona Serra de les Garses 523.9 msnm                             | bé cultural d'interès local                |                     | Modifica les dades a Wikidata |
|        | les Solanes           | Mura     | masia                          | Estil: arquitectura popular 13rd century               | 41° 42′ 23″ N, 2° 00′ 39″ E / 41.7063°N,2.01071°E ca:Zona Serra de les Garses 595.3 msnm                             | bé cultural d'interès local                |                     | Modifica les dades a Wikidata |

## molí d'aigua
| imatge | Nom           | Ubicat a | instància de | Detalls                     | coordenades                                                           | Protecció                   | Commons (més fotos)  | Dades a WD                    |
| ------ | ------------- | -------- | ------------ | --------------------------- | --------------------------------------------------------------------- | --------------------------- | -------------------- | ----------------------------- |
|        | Casa del Molí | Mura     | molí d'aigua | Estil: arquitectura popular | 41° 41′ 59″ N, 1° 58′ 32″ E / 41.699607°N,1.975434°E                  | bé cultural d'interès local | Casa del Molí (Mura) | Modifica les dades a Wikidata |
|        | Molí del Mig  | Mura     | molí d'aigua | Estil: arquitectura popular | 41° 42′ 03″ N, 1° 57′ 57″ E / 41.700756°N,1.965957°E ca:Raval de Mura | bé cultural d'interès local | Molí del Mig (Mura)  | Modifica les dades a Wikidata |

## muntanya
| imatge | Nom                      | Ubicat a                         | instància de | Detalls                 | coordenades                                                                         | Protecció | Commons (més fotos)  | Dades a WD                    |
| ------ | ------------------------ | -------------------------------- | ------------ | ----------------------- | ----------------------------------------------------------------------------------- | --------- | -------------------- | ----------------------------- |
|        | Cantacorbs               | Mura                             | muntanya     |                         | 41° 42′ 08″ N, 1° 59′ 27″ E / 41.70218333333333°N,1.99085°E 675.4 msnm              |           |                      | Modifica les dades a Wikidata |
|        | Castellots de Tanca      | Mura                             | muntanya     |                         | 41° 39′ 09″ N, 1° 57′ 47″ E / 41.652466°N,1.963181°E Carena de l'Espluga 840.4 msnm |           | Castellots de Tanca  | Modifica les dades a Wikidata |
|        | Puig Cogul               | Mura Talamanca                   | muntanya     |                         | 41° 42′ 52″ N, 1° 58′ 05″ E / 41.71438333°N,1.96806917°E 615 msnm                   |           |                      | Modifica les dades a Wikidata |
|        | Puig-andreu              | Mura                             | muntanya     |                         | 41° 40′ 47″ N, 1° 57′ 48″ E / 41.6798°N,1.96323°E 753.4 msnm                        |           | Puig-andreu          | Modifica les dades a Wikidata |
|        | Puigbò                   | Mura                             | muntanya     |                         | 41° 40′ 40″ N, 1° 58′ 07″ E / 41.67782778°N,1.96853444°E 772.5 msnm                 |           |                      | Modifica les dades a Wikidata |
|        | Pujol de la Mata         | Mura                             | muntanya     |                         | 41° 40′ 56″ N, 1° 59′ 04″ E / 41.682151°N,1.984428°E 770 msnm                       |           | Pujol de la Mata     | Modifica les dades a Wikidata |
|        | Pujol del Llobet         | Mura                             | muntanya     |                         | 41° 41′ 19″ N, 1° 59′ 21″ E / 41.68872778°N,1.98929167°E 745 msnm                   |           |                      | Modifica les dades a Wikidata |
|        | Roca Sareny              | Mura Sant Llorenç Savall         | muntanya     | Llarg: 300m             | 41° 41′ 40″ N, 2° 01′ 04″ E / 41.6945024649°N,2.01789428863°E 804 msnm              |           | Roca Sareny          | Modifica les dades a Wikidata |
|        | Roques de la Coca        | Mura                             | muntanya     |                         | 41° 40′ 46″ N, 2° 00′ 15″ E / 41.6795°N,2.004138888888889°E 903 msnm                |           | Roques de la Coca    | Modifica les dades a Wikidata |
|        | Serrat dels Tres Senyors | Mura Granera Sant Llorenç Savall | muntanya     |                         | 41° 42′ 29″ N, 2° 01′ 21″ E / 41.708°N,2.02239°E 650 msnm                           |           |                      | Modifica les dades a Wikidata |
|        | Turó de Coll Prunera     | Mura Matadepera                  | muntanya     |                         | 41° 39′ 16″ N, 1° 59′ 24″ E / 41.65436111°N,1.98997222°E 889 msnm                   |           | Turó de Coll Prunera | Modifica les dades a Wikidata |
|        | Turó de Tres Creus       | Mura                             | muntanya     |                         | 41° 39′ 00″ N, 1° 58′ 11″ E / 41.64995°N,1.969698°E 930 msnm                        |           | Turó de Tres Creus   | Modifica les dades a Wikidata |
|        | Turó de la Roureda       | Mura                             | muntanya     |                         | 41° 40′ 51″ N, 1° 59′ 32″ E / 41.68071667°N,1.99231389°E 791.3 msnm                 |           |                      | Modifica les dades a Wikidata |
|        | Turó de les Periques     | Mura                             | muntanya     |                         | 41° 42′ 18″ N, 1° 58′ 09″ E / 41.705°N,1.96905°E 585.5 msnm                         |           |                      | Modifica les dades a Wikidata |
|        | Turó del Castellar       | Mura                             | muntanya     |                         | 41° 39′ 44″ N, 1° 58′ 57″ E / 41.6623°N,1.98256°E 929.8 msnm                        |           |                      | Modifica les dades a Wikidata |
|        | Turó del Mal Pas         | Mura                             | muntanya     |                         | 41° 40′ 17″ N, 1° 57′ 17″ E / 41.671376°N,1.954693°E 755 msnm                       |           | Turó del Mal Pas     | Modifica les dades a Wikidata |
|        | el Montcau               | Sant Llorenç Savall Mura         | muntanya     |                         | 41° 40′ 30″ N, 2° 00′ 17″ E / 41.6750412662°N,2.00462687673°E 1057 msnm             |           | El Montcau           | Modifica les dades a Wikidata |
|        | el Regal                 | Mura                             | muntanya     |                         | 41° 40′ 26″ N, 1° 55′ 48″ E / 41.67391111°N,1.92994167°E 607.6 msnm                 |           |                      | Modifica les dades a Wikidata |
|        | els Cortins              | Mura                             | muntanya     |                         | 41° 40′ 36″ N, 2° 00′ 04″ E / 41.6766°N,2.001141666666667°E 957.7 msnm              |           | Els Cortins          | Modifica les dades a Wikidata |
|        | els Tres Jutges          | Mura                             | muntanya     |                         | 41° 39′ 24″ N, 1° 58′ 43″ E / 41.6568°N,1.9785°E 880.2 msnm                         |           |                      | Modifica les dades a Wikidata |
|        | la Falconera             | Mura                             | muntanya     |                         | 41° 40′ 43″ N, 1° 59′ 48″ E / 41.67860555555555°N,1.9965527777777776°E 857.2 msnm   |           | La Falconera (Mura)  | Modifica les dades a Wikidata |
|        | turó de Puigdoure        | Mura                             | muntanya     | Anomenat per: Puigdoure | 41° 40′ 24″ N, 1° 56′ 33″ E / 41.673305°N,1.942591°E 722 msnm                       |           | Turó de Puigdoure    | Modifica les dades a Wikidata |

## serra
| imatge | Nom                        | Ubicat a                                                                      | instància de | Detalls | coordenades                                                            | Protecció             | Commons (més fotos)   | Dades a WD                    |
| ------ | -------------------------- | ----------------------------------------------------------------------------- | ------------ | ------- | ---------------------------------------------------------------------- | --------------------- | --------------------- | ----------------------------- |
|        | Carena de les Elies        | Granera Mura                                                                  | serra        |         | 41° 42′ 48″ N, 2° 01′ 10″ E / 41.7132°N,2.01951°E 625 msnm             |                       |                       | Modifica les dades a Wikidata |
|        | Carena del Roure del Palau | Mura                                                                          | serra        |         | 41° 39′ 51″ N, 2° 00′ 04″ E / 41.6641°N,2.00111°E 1037.2 msnm          |                       |                       | Modifica les dades a Wikidata |
|        | Carena dels Ginebres       | Mura                                                                          | serra        |         | 41° 39′ 18″ N, 2° 00′ 07″ E / 41.6549°N,2.00187°E 1033.6 msnm          |                       |                       | Modifica les dades a Wikidata |
|        | Roca Picarda               | Mura                                                                          | serra        |         | 41° 40′ 58″ N, 1° 57′ 11″ E / 41.68288056°N,1.95306667°E 709 msnm      |                       | Roca Picarda          | Modifica les dades a Wikidata |
|        | Sant Llorenç del Munt      | Sant Llorenç Savall Mura Matadepera Vacarisses Castellar del Vallès Rellinars | serra        |         | 41° 38′ 38″ N, 2° 01′ 23″ E / 41.643778°N,2.023045°E                   | bé d'interès cultural | Sant Llorenç del Munt | Modifica les dades a Wikidata |
|        | Serrat del Rossinyol       | Monistrol de Calders Mura                                                     | serra        |         | 41° 43′ 42″ N, 2° 00′ 46″ E / 41.728296°N,2.012859°E 667 msnm          |                       | Serrat del Rossinyol  | Modifica les dades a Wikidata |
|        | els Emprius                | Mura Sant Llorenç Savall                                                      | serra        |         | 41° 41′ 00″ N, 2° 00′ 41″ E / 41.68333333333333°N,2.01125°E 883.3 msnm |                       | Els Emprius (Mura)    | Modifica les dades a Wikidata |
|        | serra de Coma d'en Bou     | Mura el Pont de Vilomara i Rocafort                                           | serra        |         | 41° 41′ 51″ N, 1° 56′ 50″ E / 41.697625°N,1.94713889°E 656.8 msnm      |                       |                       | Modifica les dades a Wikidata |
|        | serra de les Garses        | Mura                                                                          | serra        |         | 41° 41′ 47″ N, 2° 00′ 19″ E / 41.6963°N,2.00519°E 826.6 msnm           |                       |                       | Modifica les dades a Wikidata |

## tina
| imatge | Nom                 | Ubicat a | instància de | Detalls                     | coordenades                                                            | Protecció                   | Commons (més fotos) | Dades a WD                    |
| ------ | ------------------- | -------- | ------------ | --------------------------- | ---------------------------------------------------------------------- | --------------------------- | ------------------- | ----------------------------- |
|        | Tines del Docte     | Mura     | tina         | Estil: arquitectura popular | 41° 40′ 56″ N, 1° 55′ 14″ E / 41.682298°N,1.920609°E                   | bé cultural d'interès local |                     | Modifica les dades a Wikidata |
|        | Tines del Martinet  | Mura     | tina         | Estil: arquitectura popular | 41° 40′ 46″ N, 1° 55′ 56″ E / 41.679551°N,1.932212°E ca:Zona El Farell | bé cultural d'interès local |                     | Modifica les dades a Wikidata |
|        | Tines dels Manyetes | Mura     | tina         | Estil: arquitectura popular | 41° 40′ 37″ N, 1° 55′ 32″ E / 41.677029°N,1.925418°E ca:Zona El Farell | bé cultural d'interès local |                     | Modifica les dades a Wikidata |

## Misc
| imatge | Nom                                       | Ubicat a                                                                                    | instància de                                           | Detalls                                  | coordenades                                                                                               | Protecció                                            | Commons (més fotos)                       | Dades a WD                    |
| ------ | ----------------------------------------- | ------------------------------------------------------------------------------------------- | ------------------------------------------------------ | ---------------------------------------- | --- | ---------------------------------------------------- | ----------------------------------------- | ----------------------------- |
|        | Aqüeducte de cal Llobet                   | Mura                                                                                        | aqüeducte pont                                         |                                          | 41° 41′ 56″ N, 1° 58′ 31″ E / 41.69898°N,1.97532°E                                                        |                                                      |                                           | Modifica les dades a Wikidata |
|        | B-124                                     | Sabadell Castellar del Vallès Sant Llorenç Savall Granera Mura Monistrol de Calders Calders | carretera                                              |                                          | 41° 33′ 07″ N, 2° 06′ 23″ E / 41.552°N,2.10625°E                                                          |                                                      |                                           | Modifica les dades a Wikidata |
|        | Balma de la Mel                           | Mura                                                                                        | abric rocós                                            |                                          | 41° 40′ 54″ N, 1° 56′ 43″ E / 41.6817351935359°N,1.94524262111432°E                                       |                                                      |                                           | Modifica les dades a Wikidata |
|        | Casa de la Vila de Mura                   | Mura                                                                                        | casa consistorial                                      | Estil: arquitectura popular              | 41° 41′ 58″ N, 1° 58′ 33″ E / 41.699345°N,1.975728°E                                                      | bé integrant del patrimoni cultural català           | Casa de la Vila de Mura                   | Modifica les dades a Wikidata |
|        | Castell de Mura                           | Mura                                                                                        | castell                                                |                                          | 41° 41′ 51″ N, 1° 59′ 40″ E / 41.697405°N,1.994442°E                                                      | bé d'interès cultural bé cultural d'interès nacional | Castell de Mura                           | Modifica les dades a Wikidata |
|        | Centre d'Informació del Coll d'Estenalles | Mura                                                                                        | edifici                                                |                                          | 41° 40′ 11″ N, 1° 59′ 41″ E / 41.66985833333333°N,1.9947944444444443°E Coll d'Estenalles 867.5 msnm       |                                                      | Centre d'Informació del Coll d'Estenalles | Modifica les dades a Wikidata |
|        | Foradada del Balcó                        | Mura                                                                                        | roca                                                   |                                          | 41° 39′ 42″ N, 1° 59′ 07″ E / 41.661611°N,1.985361°E                                                      |                                                      | Foradada del Balcó                        | Modifica les dades a Wikidata |
|        | La Pola                                   | Mura                                                                                        | vèrtex geodèsic                                        | Alt: 1.19m                               | 41° 39′ 00″ N, 1° 58′ 11″ E / 41.649882°N,1.969655°E 929.822 msnm                                         |                                                      |                                           | Modifica les dades a Wikidata |
|        | Maquina del Tren de Mata-rodona           | Mura                                                                                        | turó                                                   |                                          | 41° 39′ 56″ N, 1° 57′ 20″ E / 41.665555°N,1.955569°E                                                      |                                                      |                                           | Modifica les dades a Wikidata |
|        | Mura                                      | Mura                                                                                        | entitat singular de població capital municipal         | 232 hab                                  | 41° 41′ 58″ N, 1° 58′ 34″ E / 41.69943°N,1.97612°E 449 msnm                                               |                                                      |                                           | Modifica les dades a Wikidata |
|        | Passatge Camil Antonietti                 | Mura                                                                                        | carrer                                                 | 17th century                             | 41° 41′ 59″ N, 1° 58′ 32″ E / 41.699657°N,1.975646°E ca:Nucli urbà 465 msnm                               | bé cultural d'interès local                          | Passatge Camil Antonietti                 | Modifica les dades a Wikidata |
|        | Pedrera del Farell                        | Mura                                                                                        | pedrera                                                |                                          | 41° 40′ 57″ N, 1° 54′ 59″ E / 41.6823935103358°N,1.91628793372675°E ca:Zona Santa Creu de Palou           |                                                      |                                           | Modifica les dades a Wikidata |
|        | Pont del Puig                             | Mura                                                                                        | pont                                                   | Estil: arquitectura popular              | 41° 42′ 28″ N, 1° 57′ 18″ E / 41.70789°N,1.955061°E ca:Entre Rocafort i Mura 892 msnm                     | bé integrant del patrimoni cultural català           | Pont del Puig (Mura)                      | Modifica les dades a Wikidata |
|        | Tines del Docte, grup 2                   | Mura                                                                                        | conjunt d'edificis                                     |                                          | 41° 40′ 58″ N, 1° 55′ 12″ E / 41.68264°N,1.92004°E ca:Zona El Farell                                      |                                                      |                                           | Modifica les dades a Wikidata |
|        | alzina del Vent                           | Mura                                                                                        | arbre singular                                         | Taxon: alzina (Quercus ilex)             | 41° 39′ 53″ N, 1° 58′ 17″ E / 41.664766666666665°N,1.9712722222222223°E 892 msnm                          |                                                      | Alzina del Vent                           | Modifica les dades a Wikidata |
|        | camí de Mussarra al Coll de Lligabosses   | Monistrol de Calders Talamanca Mura                                                         | camí                                                   | Llarg: 4km                               | 41° 44′ 43″ N, 1° 59′ 54″ E / 41.745206°N,1.998338°E 41° 43′ 44″ N, 2° 00′ 33″ E / 41.728957°N,2.009171°E |                                                      | Camí de Mussarra al Coll de Lligabosses   | Modifica les dades a Wikidata |
|        | el Llobet                                 | Mura                                                                                        | casa                                                   | Estil: arquitectura popular 11st century | 41° 41′ 57″ N, 1° 58′ 33″ E / 41.699065°N,1.975751°E ca:Pl. Àngel Guimerà, 1 450 msnm                     | bé cultural d'interès local                          | El Llobet (Mura)                          | Modifica les dades a Wikidata |
|        | el Raval                                  | Mura                                                                                        | nucli d'entitat singular de població nucli de població | 20 hab                                   | 41° 42′ 06″ N, 1° 58′ 13″ E / 41.70158898°N,1.970266158°E 442 msnm                                        |                                                      |                                           | Modifica les dades a Wikidata |